# Pachnoda lerui
Pachnoda lerui är en skalbaggsart som beskrevs av Rigout 1989. Pachnoda lerui ingår i släktet Pachnoda och familjen Cetoniidae. Inga underarter finns listade i Catalogue of Life.